# 35 앤 티킹
《35 앤 티킹》(35 and Ticking)은 미국에서 제작된 러스 파 감독의 2011년 코미디, 멜로/로맨스 영화이다. 타말라 존스 등이 주연으로 출연하였다.

## 출연

### 주연
- 타말라 존스
- 니콜 아리 파커
- 케빈 하트
- 케이스 로빈슨

### 조연
- 드라이어스 맥크러리
- 메건 굿
- 돈드레 휫필드
- 질 마리 존스
- 클리프톤 파웰
- 웬디 라퀠 로빈슨
- 루에넬
- 마이크 엡스
- 킴 휘틀리